# Zoom (textiel)

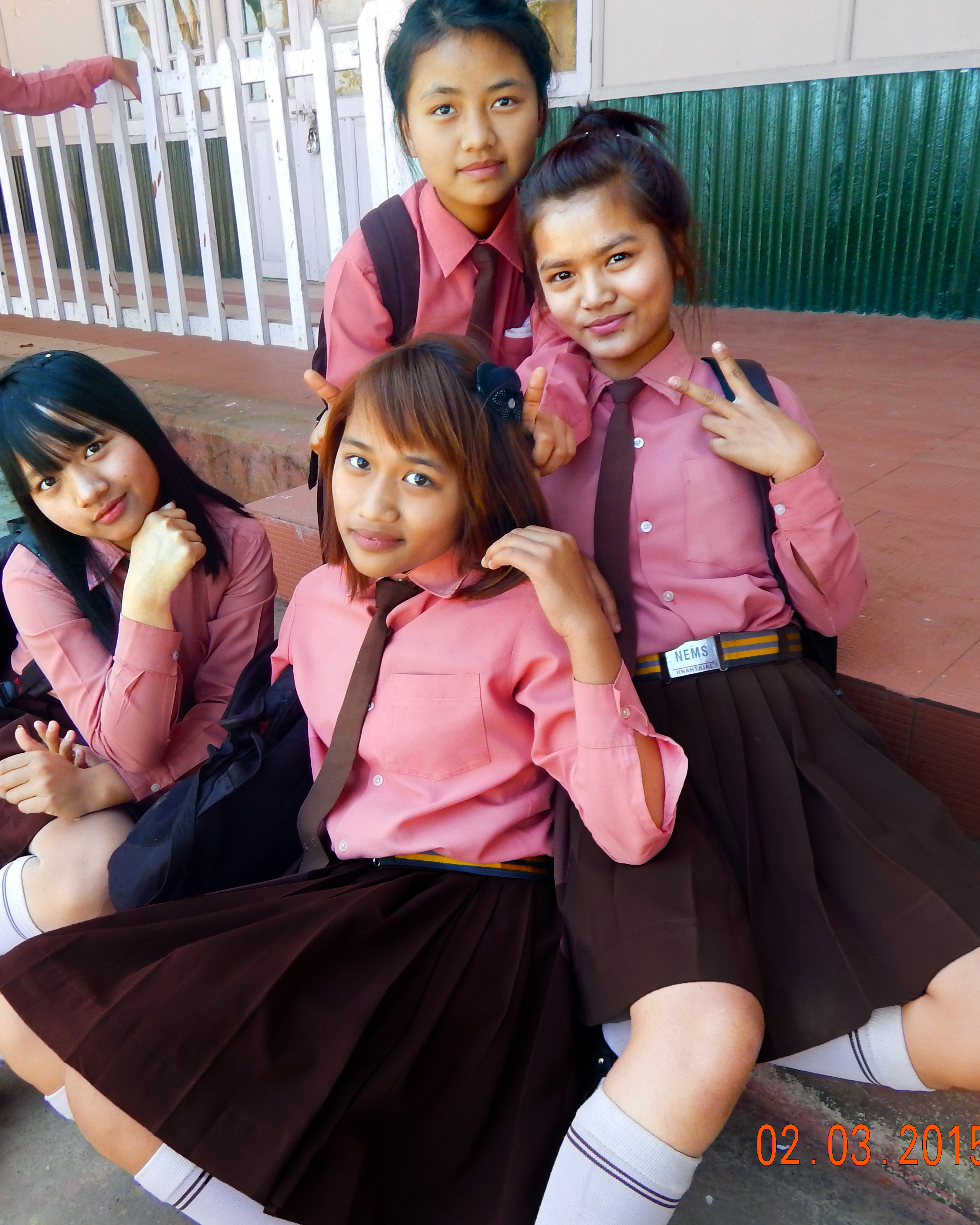
Indiase meisjes waarbij de brede zoom van hun rokken zichtbaar is.

Een zoom wordt gemaakt aan de rand van een kledingstuk of ander stuk textiel, teneinde de stof af te werken, zodat het uiteinde sterker wordt en de stof niet gaat rafelen. Een zoom is alleen nodig bij geweven stoffen, of bij gebreide stoffen die op maat geknipt worden. Bij gebreide of gehaakte kledingstukken is een zoom niet nodig. Dat geldt ook voor kleding die bijvoorbeeld met franje wordt afgewerkt. Voor het zomen wordt een stiksteek of een speciale zoomsteek gebruikt.
Een zoom wordt met de hand of met een naaimachine genaaid. Confectie wordt veelal gezoomd met behulp van een lockmachine.
Een zoom zonder naaiwerk kan gemaakt worden met zoomband. Dit is een product van textiel of papier, dat lijm bevat. Door de band tussen de gevouwen stof voor de zoom te leggen en deze met de strijkbout te verhitten smelt de lijm en wordt de zoom vastgeplakt.

## Doel van een zoom
Het doel van een zoom is in de eerste plaats het afwerken van de stof en het versterken van de rand van de stof.
Een zoom heeft daarnaast de eigenschap dat de stof dikker en dus zwaarder is. Daardoor zal een kledingstuk zoals een rok of een jurk beter "vallen". Bij sommige zomen wordt gewicht gebruikt, zodat de zoom zwaarder wordt. Een voorbeeld is de toepassing van loodkoord bij met name douche-gordijnen. In gordijnen wordt soms een loodkoord in de zoom genaaid, met als doel de onderzijde te verzwaren zodat het gordijn mooier hangt. Maar ook worden wel kettingen of losse gewichtjes in japonnen of jurken gebruikt, om opwaaien te voorkomen.
Voor kleding die niet lang hoeft mee te gaan, zoals carnavalskleding, kan de rand van het kledingstuk afgewerkt worden met een simpele locksteek, zonder de stof om te vouwen.

## Soorten zomen
Er bestaan vele soorten zomen:
- Dubbele zoom, al dan niet doorgestikt. De zoom wordt tweemaal omgevouwen en vervolgens vastgenaaid. Deze zoom wordt het meest gebruikt, en heeft als voorbeeld dat het rafelende deel van de stof geheel naar binnen is gevouwen. De doorgestikte variant wordt bijvoorbeeld gebruikt bij het afwerken van de broekspijpen van een spijkerbroek. Vaak wordt een afstekende kleur garen gebruikt voor het doorstikken.
- Rolzoom. Deze is smal en wordt bijvoorbeeld gebruikt bij dunne, doorschijnende stoffen. Veel naaimachines hebben een speciaal voetje voor het maken van een rolzoom.
- Geplooide of gegolfde zoom. Deze worden gebruikt voor een decoratief effect.
- Blindzoom. Een zoom die door de gebruikte steek zo onzichtbaar mogelijk wordt gemaakt. Deze wordt veel gebruikt in traditionele jassen, rokken en jurken, maar ook bij gordijnen.
- Zoom met boordsel. Hierbij wordt biaisband gebruikt om de zoom aan de binnenzijde van het kledingstuk af te werken.
- Zoom met stootband. Stootband heeft aan de onderkant een verdikte harde rand en wordt voornamelijk toegepast bij (heren)pantalons. Het wordt dusdanig in het (blinde) zoomgedeelte gestikt dat de verharde rand aan de onderzijde van de pantalon uitsteekt, waardoor slijtage van de pantalon wordt voorkomen, als deze de schoen raakt.
- Zoom met loodkoord. Loodkoord of loodveter wordt in de onderzoom van gordijnen genaaid zodat het gordijn verzwaard wordt en strak valt. Het werd soms ook gebruikt bij kleding.
- Niet gevouwen zoom. Deze zoom wordt niet omgevouwen, maar slechts afgewerkt door omcirkelen met een draad, of door middel van een zigzagsteek. Deze wordt soms alleen tijdelijk gebruikt, om rafelen te voorkomen.

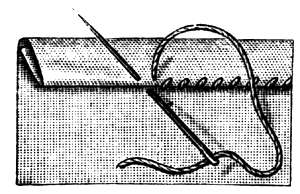
Dubbele zoom met blindzoomsteek
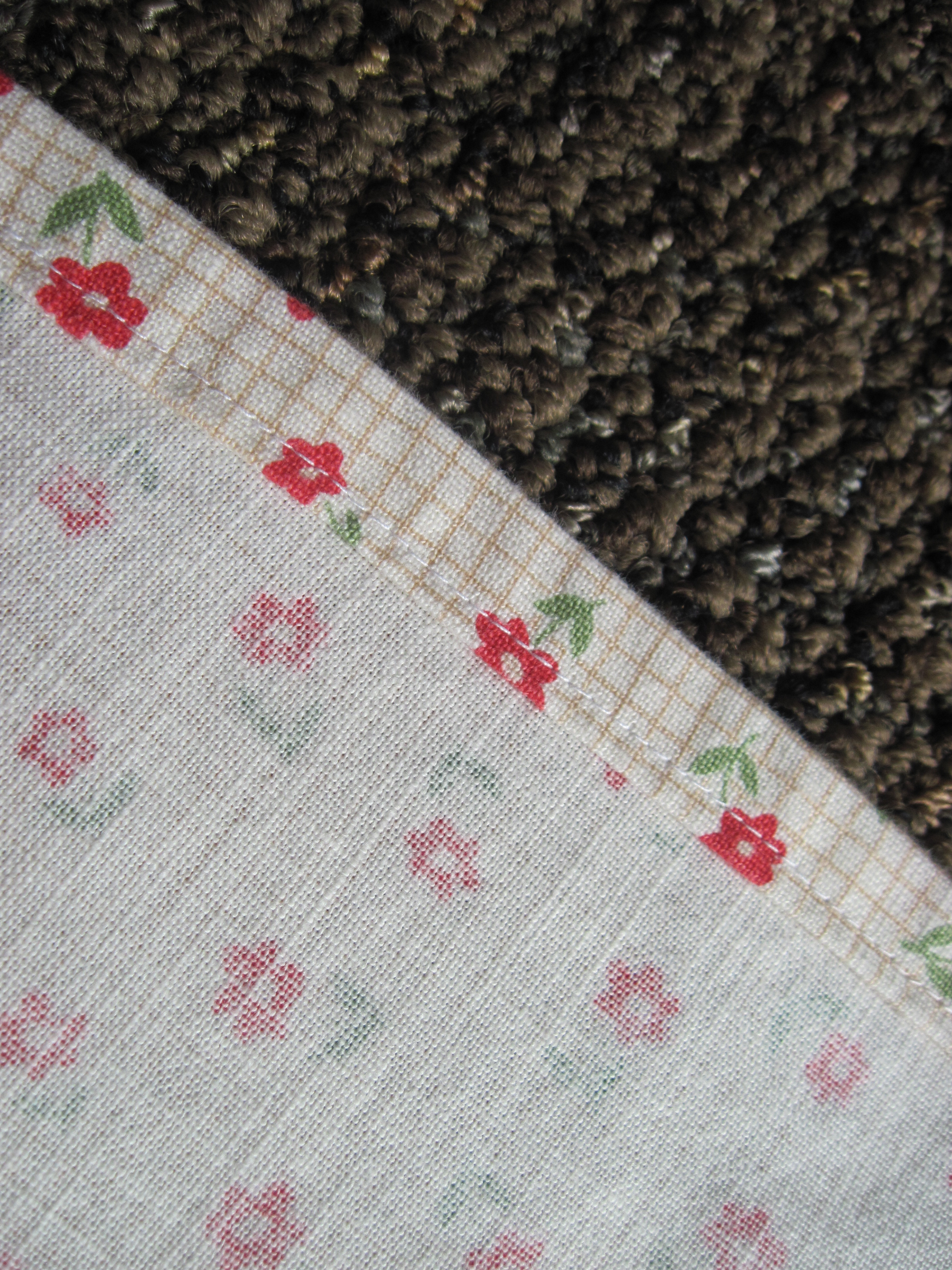
Een dubbele doorgestikte zoom
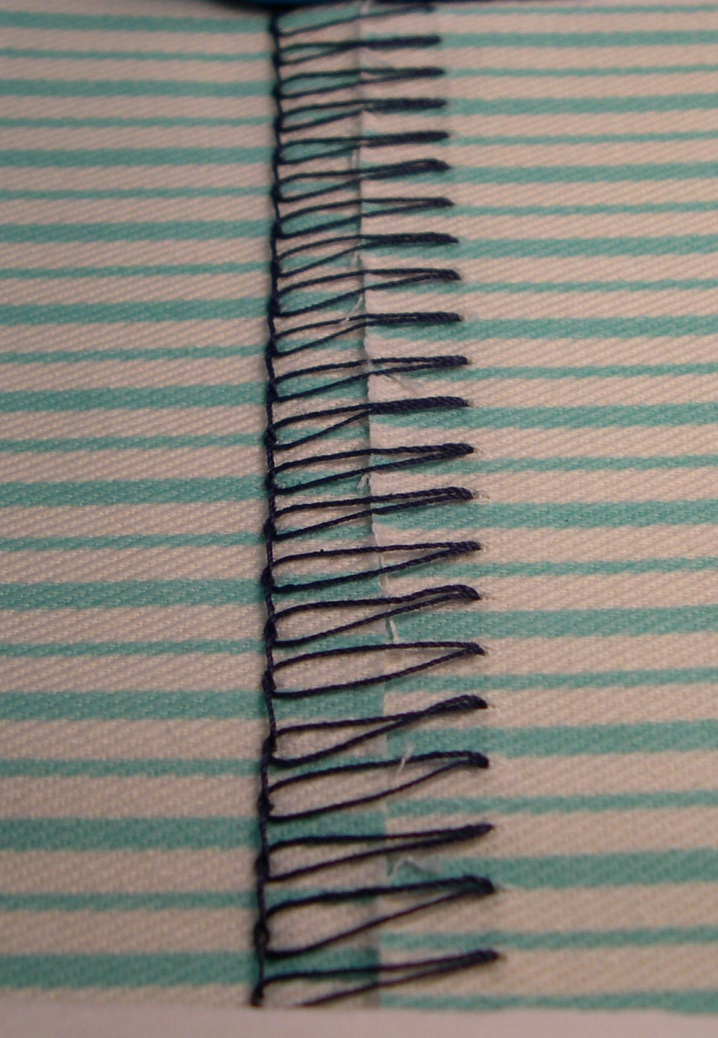
Zoom met locksteek
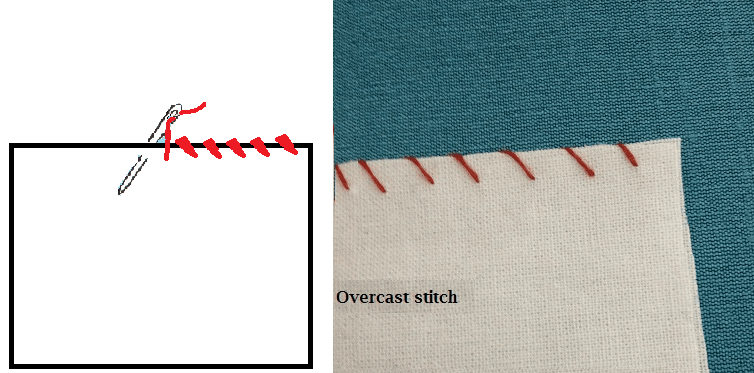
Niet gevouwen zoom, met de hand omcirkeld

## Breedte van de zoom

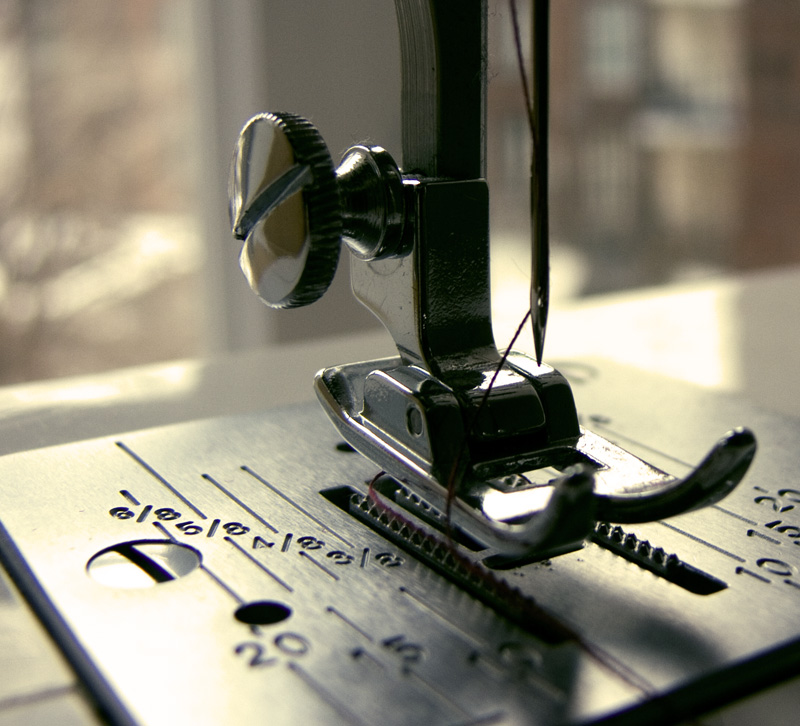
Bodemplaat van een naaimachine met lijnen, bedoeld voor het afstand houden van het stiksel tot de vouw van de zoom.

De breedte van de zoom verschilt sterk, afhankelijk van de toepassing, maar ook van het soort stof. Bij gordijnen kan de zoom wel 15 cm breed zijn. Bij pantalons is de zoom soms slechts 3 cm breed, en bij zakdoeken slechts 0,5 cm. Op de plaat van de meeste naaimachines zijn lijnen aangegeven, bedoeld om bij een doorgestikte zoom het stiksel altijd op dezelfde afstand van de vouw aan te brengen. Bij dikke stof maakt men over het algemeen een smallere zoom dan bij dunne stoffen. Deze laatste vallen beter als de zoom breed is.

## Het maken van de zoom
Bij het knippen van kleding volgens een patroon uit een lap textiel is het van belang om met de zoomtoeslag rekening te houden. Als laatste handeling bij het naaien van kleding wordt meestal pas de zoom gemaakt. Bij het maken van de zoom bij kleding is het van belang om deze vooraf goed af te spelden, terwijl het kledingstuk door de persoon voor wie het bedoeld is, is aangetrokken, inclusief de bij de kleding te dragen schoenen. De onderkant van een rok of jurk kan op de juiste lengte worden gemarkeerd door er met een rokkenspuit krijtmarkeringen op aan te brengen. Daarmee wordt bereikt dat de voor- en achterzijde op gelijke afstand van de grond eindigen. Ook voor een broek geldt dat de zoom evenwijdig moet zijn aan de vloer.
Vanwege het uitzakken van de stof is het verstandig het kledingstuk, maar vooral gordijnen, een etmaal te laten uithangen, voordat de zoom wordt afgemeten. Dit uithangen is vooral van belang bij gebreide of rekbare stoffen en bij schuingeknipte stoffen.